# Real Cycling Team
L'equip Real Cycling Team, (codi UCI: RCT) va un equip ciclista brasiler de categoria Continental. Fundat el 2005, va ser amateur fins a l'any 2011. El 2012 va pujar al professionalisme i va aconseguir guanyar la classificació per equips de la UCI Amèrica Tour. L'any següent va desaparèixer per problemes econòmics.

## Principals victòries
- Copa Amèrica de Ciclisme: Francisco Chamorro (2012)
- Tour de Rio: Kléber Ramos (2012)
- Giro a l'Interior de São Paulo: Alex Diniz (2012)

### Grans Voltes
- Tour de França
  - 0 participacions

- Giro d'Itàlia
  - 0 participacions

- Volta a Espanya
  - 0 participacions

## Classificacions UCI
L'equip participà la temporada 2012 en les proves del calendari de l'UCI Amèrica Tour. Aquesta taula presenta les classificacions de l'equip als circuits, així com el seu millor corredor en la classificació individual.
UCI Amèrica Tour
| Temporada | Classificació per equips | Millor ciclista en la classificació individual |
| --------- | ------------------------ | ---------------------------------------------- |
| 2012      | 1r                       | Edgardo Simón (5è)                             |